# Кубок Югославии по волейболу среди женщин
Кубок Югославии по волейболу среди женщин — ежегодное соревнование женских волейбольных команд Югославии. Проводился в 1959—1991 годах (с перерывами), а также в 1992—2003 как Кубок Союзной Республики Югославия.
Организатором соревнований являлся Волейбольный союз Югославии. После выхода в течение 1991—1992 годов из состава Югославии Хорватии, Словении, Македонии и Боснии и Герцеговины (см. Распад Югославии) в составе Волейбольного союза Югославии остались только волейбольные организации Сербии и Черногории. Турнир под названием Кубок Югославии продолжал проводиться вплоть до преобразования в 2003 году Союзной Республики Югославия в Государственный Союз Сербии и Черногории.

## Победители
| - 1959 «Партизан» Белград - 1960 «Партизан» Белград - 1961 «Црвена Звезда» Белград - 1962 «Црвена Звезда» Белград - 1963 турнир не проводился - 1964 «Партизан» Клек - 1965—1971 турнир не проводился - 1972 «Црвена Звезда» Белград - 1973 «Партизан» Риека - 1974 «Црвена Звезда» Белград - 1975 «Риека» - 1976 турнир не проводился - 1977 «Црвена Звезда» Белград - 1978 «Риека» | - 1979 «Црвена Звезда» Белград - 1980 «Раднички» Белград - 1981 «Младост» Загреб - 1982 «Црвена Звезда» Белград - 1983 «Црвена Звезда» Белград - 1984 «Младост» Загреб - 1985 «Младост» Загреб - 1986 «Младост» Загреб - 1987 «Раднички» Белград - 1988 «Младост» Загреб - 1989 «Младост» Загреб - 1990 «Младост» Загреб - 1991 «Црвена Звезда» Белград |

## Источник
- Волейбол. Энциклопедия/Сост. В. Л. Свиридов. Москва: Издательства «Человек» и «Спорт» — 2016.